# Bergesserin
Bergesserin – miejscowość i gmina we Francji, w regionie Burgundia-Franche-Comté, w departamencie Saona i Loara.
Według danych na rok 1990 gminę zamieszkiwało 319 osób, a gęstość zaludnienia wynosiła 44 osoby/km² (wśród 2044 gmin Burgundii Bergesserin plasuje się na 597. miejscu pod względem liczby ludności, natomiast pod względem powierzchni na miejscu 1096.).